# Die Sonnhofbäuerin
Pour plus de détails, voir Fiche technique et Distribution.
Die Sonnhofbäuerin (en français La Paysanne Sonnhof) est un film autrichien réalisé par Karl Kurzmayer (de) et Wilfried Fraß sorti en 1948.

## Synopsis
Stefan Sonnhof dirige sa propre ferme avec sa femme Mena. Un jour, il est enrôlé et doit partir en guerre. Il restera longtemps à l'écart, car il sera en captivité. Comme Mena ne pouvait pas continuer à gérer seule la ferme, elle a demandé à son ami d'enfance Martin de l'aider en attendant. Au fil du temps, les deux personnes sont devenues plus proches que l’agriculteur Sonnhof ne l'aurait souhaité. Lorsqu'un jour Stefan rentre chez lui, il se trouve dans une situation à laquelle il ne s'attendait pas : sa femme a succombé à Martin.
En raison de cette rupture de loyauté, une vive dispute éclate entre les deux époux. Stefan a beaucoup de mal à pardonner à sa femme son faux pas et Mena quitte la ferme entre-temps. Peterl, leur fils, manque beaucoup à sa mère et part alors à sa recherche. Il retrouve sa mère et la convainc de rentrer avec lui. L'amour pour les deux enfants finit par réconcilier le couple, qui décide de réessayer ensemble.

## Fiche technique
- Titre original : Die Sonnhofbäuerin
- Réalisation : Karl Kurzmayer (de) et Wilfried Fraß
- Scénario : Wilfried Fraß
- Musique : Hans Hagen (de)
- Direction artistique : Heinz Ludwig
- Photographie : Karl Kurzmayer
- Montage : Leopoldine Pokorny
- Producteur : Karl F. Sommer
- Société de production : Ring-Film
- Société de distribution : Ring-Film
- Pays d'origine :  Autriche
- Langue : allemand
- Format : Couleur - 1,33:1 - Mono - 35 mm
- Genre : Drame
- Durée : 93 minutes
- Dates de sortie :
  - Autriche : 14 décembre 1948.
  - Allemagne de l'Ouest : 20 octobre 1949.

## Distribution
- Elisabeth Höbarth : Mena
- Wolfgang Hebenstreith (de) : Stefan, son époux
- Peter Czejke (de) : Peterl, leur fils
- Willy Danek (de) : Martin
- Karl Pammer : le vieux Lois, le garçon de ferme
- Helly Lichten : Kordula, la vieille servante
- Gustav Dieffenbacher : Matthias
- Rita Gallos : Zenzi, sa femme
- Anton Lehmann : Lehner, paysan
- Isolde Kaspar-Czejke : la première commère
- Lola Penninger : la deuxième commère

## Production
Die Sonnhofbäuerin est tournée à Sölden, dans le Tyrol, à l'automne 1948, avec des amateurs ; il n'y a aucun tournage en studio.
Le film fait 805 316 entrées pendant seize mois après sa sortie.

## Critique
À sa sortie, pour le Wiener Kurier, Die Sonnhofbäuerin « a battu tous les records précédents d'ennui et de kitsch. »